# Browar Nathana Zimmermanna w Kłodzku
Browar Nathana Zimmermanna w Kłodzku (niem. Brauerei Nathan Zimmermann) – budynek lokalnego browaru działającego na terenie Kłodzka w latach 1848–1920, wpisany do rejestru zabytków nieruchomych województwa dolnośląskiego.
Ten zakład przemysłowy był browarem parowym ze słodownią, który produkował rocznie około 5000 hektolitrów piwa dolnej fermentacji. Mieszczące się na Starym Mieście, w okolicy rynku przedsiębiorstwo powstało prawdopodobnie w 1848 r. jako Bürgerliches Brauhaus Glatz. W latach 1865–1871 działało pod nazwą Rosenberg̕̕ sche Brauerei, a potem Brauerei Nathan Zimmermann.
W 1907 r. browar przejęła spółka z ograniczoną odpowiedzialnością o nazwie Bürgerliches Brauhaus Glatz GmbH. W browarze wyposażonym w maszynę parową, kotły warzelne ogrzewane parą oraz światło elektryczne, produkowano piwo dolnej i górnej fermentacji oraz słód na własny użytek. Tuż obok działała firmowa restauracja – Bürgerliches Brauhaus, oferująca ciepłe i zimne posiłki oraz wiele gatunków wina i piwa. Zakład prosperował do 1920 r. Obecnie jest to budynek mieszkalno-usługowy.

## Zobacz
- Browary w Kłodzku